# ماکس هرست
ماکس هرست (انگلیسی: Max Herseth; ۲۵ آوریل ۱۸۹۲ – ۲۹ اکتبر ۱۹۷۶) قایقران روئینگ، و اسکیت‌باز سرعت اهل نروژ بود.